# STS-80
STS-80 est la vingt et unième mission de la navette spatiale Columbia.
Le lancement était initialement prévu le 31 octobre 1996, mais a été reporté au 19 novembre. De même, l'atterrissage, initialement prévu le 5 décembre, a été repoussé au 7 décembre à cause du mauvais temps empêchant l'atterrissage pendant deux jours.
C'est la plus longue mission de la navette spatiale jamais effectuée, soit 17 jours, 15 heures et 53 minutes.
Bien que deux sorties dans l'espace aient été prévues pour la mission, elles ont toutes deux été annulées car des problèmes avec la trappe du sas ont empêché les astronautes Tamara Jernigan et Thomas Jones de sortir de l'orbiteur.

## Équipage
- Commandant : Kenneth D. Cockrell (3)  États-Unis
- Pilote : Kent Rominger (2)  États-Unis
- Spécialiste de mission : Tamara E. Jernigan (4)  États-Unis
- Spécialiste de mission : Thomas David Jones (3)  États-Unis
- Spécialiste de mission : Story Musgrave (6)  États-Unis

Le chiffre entre parenthèses indique le nombre de vols spatiaux effectués par l'astronaute au moment de la mission.

### Affectation des sièges de l'équipage
| Siège | Lancement | Atterrissage | Les sièges 1 à 4 se trouvent dans le poste de pilotage. Les sièges 5 à 7 se trouvent sur le pont intermédiaire. |
| 1     | Cockrell  | Cockrell     | Les sièges 1 à 4 se trouvent dans le poste de pilotage. Les sièges 5 à 7 se trouvent sur le pont intermédiaire. |
| 2     | Rominger  | Rominger     | Les sièges 1 à 4 se trouvent dans le poste de pilotage. Les sièges 5 à 7 se trouvent sur le pont intermédiaire. |
| 3     | Musgrave  | Jernigan     | Les sièges 1 à 4 se trouvent dans le poste de pilotage. Les sièges 5 à 7 se trouvent sur le pont intermédiaire. |
| 4     | Jones     | Jones        | Les sièges 1 à 4 se trouvent dans le poste de pilotage. Les sièges 5 à 7 se trouvent sur le pont intermédiaire. |
| 5     | Jernigan  | Musgrave (1) | Les sièges 1 à 4 se trouvent dans le poste de pilotage. Les sièges 5 à 7 se trouvent sur le pont intermédiaire. |
| 6     | Vide      | Vide         | Les sièges 1 à 4 se trouvent dans le poste de pilotage. Les sièges 5 à 7 se trouvent sur le pont intermédiaire. |
| 7     | Vide      | Vide         | Les sièges 1 à 4 se trouvent dans le poste de pilotage. Les sièges 5 à 7 se trouvent sur le pont intermédiaire. |

(1) Musgrave se tenait dans le poste de pilotage derrière Cockrell tout au long de la rentrée et de l'atterrissage pour filmer la rentrée à travers les hublots du plafond.

## Paramètres de la mission
- Masse :
  - Charge utile : 13 006 kg
- Périgée : 318 km
- Apogée : 375 km
- Inclinaison : 28,5°
- Période : 91,5 min

## Objectifs
L'objectif de la mission STS-80 est le déploiement et la récupération de deux satellites scientifiques.